# 傑西亞季納 (戈羅霍夫區)
50°35′1″N 24°57′21″E / 50.58361°N 24.95583°E
傑西亞季納（烏克蘭語：Десятина），是烏克蘭的村落，位於該國西部沃倫州，由盧茨克區負責管轄，始建於1588年，面積1.2平方公里，海拔高度225米，2001年人口48，人口密度每平方公里40人。